# Дамартен ан Гоел
Дамартен ан Гоел (фр. Dammartin-en-Goële) је насељено место у Француској у региону Париски регион, у департману Сена и Марна. Овоместо је постало познато широј јавности када су осумњичени на напад на француски лист Шарли ебдо, овде побегли и држали таоце.

## Демографија
По подацима из 2011. године у општини је живело 8258 становника, а густина насељености је износила 920,62 становника/km².
| 1962. | 1968. | 1975. | 1982. | 1990. | 2011. |
| ----- | ----- | ----- | ----- | ----- | ----- |
| 1.678 | 2.049 | 3.476 | 4.528 | 6.620 | 8.258 |